# 阿达德尼拉里三世
阿达德尼拉里三世（英語：Adad-nirari III）（？—前783年），新亚述时期亚述国王（公元前811年—公元前783年在位），作为沙姆希阿达德五世的继承人，其即位时年幼，由母亲摄政并施以影响。亲政后多次亲征，公元前796年进攻大马士革，并使以色列恢复向亚述进贡。他死后，亚述持续数十年中衰。
| 前任： 沙姆希阿达德五世 | 亚述国王 前811年－前783年 | 繼任： 萨尔玛那萨尔四世 |